# كيث كيني
كيث كيني (بالإنجليزية: Keith Keane)‏ هو لاعب كرة قدم بريطاني، ولد في 20 نوفمبر 1986 في لوتن في المملكة المتحدة. شارك مع منتخب جمهورية أيرلندا تحت 20 سنة لكرة القدم ومنتخب جمهورية أيرلندا تحت 21 سنة لكرة القدم. أما مع النوادي، فقد لعب مع بريستون نورث إيند وستيفيناغ بوروه وكامبريدج يونايتد ونادي كرولي تاون ونادي لوتون تاون.

## وصلات خارجية
- كيث كيني على موقع قاعدة بيانات كرة القدم.إي يو (الإنجليزية)
- كيث كيني على موقع Soccerbase.com (لاعب) (الإنجليزية)